# Annie Cornelia Shaw
Annie Cornelia Shaw, född den 16 september 1852 i Troy, New York, död den 31 augusti 1887 i Chicago, var en amerikansk landskaps- och djurmålarinna.
Annie Shaw ägnade sig under Henry Chapman Ford i Chicago åt måleriet och blev 1876 medlem av därvarande akademi. I synnerhet berömdes hennes tavlor Willow Island, Ebb vid kusten av Maine (1876), Återkomst från årsmarknaden (1878) och Prärie i Illinois.